# Charmon extensor
Charmon extensor är en stekelart som först beskrevs av Carl von Linné 1758.  Charmon extensor ingår i släktet Charmon och familjen bracksteklar. Enligt den finländska rödlistan är arten otillräckligt studerad i Finland. Arten är reproducerande i Sverige. Inga underarter finns listade i Catalogue of Life.